# Флаг Якутска
Флаг муниципального образования городской округ «Город Яку́тск» Республики Саха (Якутия) Российской Федерации — опознавательно-правовой знак, служащий официальным символом муниципального образования.
Флаг утверждён 20 июня 1996 года постановлением городского Собрания депутатов города Якутска ПГС № 11-4, положение о флаге утверждено постановлением городского Собрания депутатов города Якутска от 19 сентября 1996 года ПГС № 12-13. Описание флага также включено в устав муниципального образования.

## Описание и символика
Флаг «Города Якутска» представляет собой прямоугольное полотнище, состоящее из пяти горизонтальных полос соответственно синего, красного, белого, красного и зелёного цветов. Соотношение ширины полос к ширине флага: синей полосы — 1/8, красной — 1/16, белой полосы — 5/8, красной — 1/16, зелёной — 1/8 ширины флага. Натуральный размер флага — 2 × 1 метр.
На середине белой полосы — красный ромб с силуэтом башни XVII века — символом «Города Якутска». Высота ромба составляет 1/2 ширины флага. Ромб означает землю, круг — солнце, небо.
Основной белый цвет — символ Северного края; синий — цвет неба; зелёный — цвет земли, лета, долины Туймаады; красный цвет — символ жизни, тепла, радости.